# Гиниятуллин, Рим Абдулович
Рим Абдулович Гиниятуллин (род. 18 сентября 1943, Зааминский район) — советский и узбекский государственный и общественный деятель. Заслуженный ирригатор Республики Узбекистан.

## Биография
Родился 18 сентября 1943 года в местности Каратепа станции Обручево Зааминского района Самаркандской области (ныне Джизакской области), Узбекской ССР в семье сельских учителей татар.
Свою Трудовую деятельность начал рабочим, продолжил как мастер, инженер, старший инженер, Министерство Строительства Узбекской ССР (1957—1968), Заместитель начальника, Начальник Главного управления Министерства Водного Хозяйства Узбекской ССР (1968—1980), Заместитель министра, Заместитель председателя Госплана Узбекской ССР, Заместитель председателя Госагропрома — Министр Узбекской ССР (1981—1989), Министр мелиорации и водного хозяйства Республики Узбекистан (1989—1996), Заместитель премьер-министра Республики Узбекистан (1996—1997), Председатель Исполкома Международного Фонда спасения Арала (МФСА) (1997—1999), Руководитель проекта «Управление водными ресурсами и окружающей средой в бассейне Аральского моря» Глобального экологического фонда (GEF), Всемирного банка, международной консалтинговой группы BDPA и Международного Фонда спасения Арала (МФСА) (1999—2007).
Закончил  Ташкентский строительный техникум по специальности Промышленное и гражданское строительство (ПГС), Ташкентский институт инженеров ирригации и механизации сельского хозяйства (ТИИИМСХ) по специальности инженер-гидротехник, Институт патентоведения, обладает учёной степенью Кандидат экономических наук.
За годы жизни овладел татарский, башкирский, казахский, каракалпакский, киргизский, русский и узбекский языками.
Проходил службу в Советской Армии в Саратове, на Дальнем Востоке, городах Спасск Дальний, Чукотка, Анадырь, мыс Шмидта.

## Общественная деятельность
Председатель Совета Старейшин Татар и Башкир Республики Узбекистан.
Почётный член Межгосударственной Координационной Водохозяйственной Комиссии (МКВК).

## Критичные для стабильности и развития регионов инициативы
Конфликт между узбеками и турками-месхетинцами 1989:
Ферганские погромы
Представляя правительство Узбекистана в переговорах, установил доверительные отношения с конфликтующими сторонами, что позволило избежать кровопролития в Багдатском, Риштанском, Паркентском и Букинских районах.
Конфликт между узбеками и киргизами 1990 года:
Ошские события 1990 года
Как командированный представитель правительства Узбекистана на месте, совместно с генерал-майором Г. Рахимовым с участием духовенства в течение двух месяцев организовал работу и усадил за стол переговоров с каждой стороны представителей враждующих киргизов и узбеков. В результате была остановлена унесшая больше нескольких сотен кровопролитная резня на границе Кургантепинского района Республики Узбекистан и Узгенского района Республики Кыргызстан.
Первый Всемирный Конгресс Татар:
Всемирный конгресс татар
Возглавляя делегацию Верховного Совета Республики Узбекистан задолго до Первой чеченской войны он призвал участников Первого Конгресса Татар отношения между народами никогда до кровопролития не доводить.

### Формирование стратегии совместного пользования водными ресурсами в Центральной Азии
По личной инициативе в 1991 и 1992 годах проведены совещания с участием Правительств 5 Центрально Азиатских Республик (Узбекистан, Казахстан, Таджикистан, Туркменистан, Кыргызстан) по результатам которых были подписаны межправительственные соглашения о равноправности всех 5 сторон на водные ресурсы бассейна и для обеспечения принципов создана Межгосударственная Координационная Водохозяйственная Комиссия (МКВК), которая в тот период безвластия и позволила избежать водных конфликтов в регионе где 95 % населения живёт в границах орошаемого земледелия.

### Экологическая трагедия усыхающего Аральского Моря
Одним из первых призвал признать нереалистичным в условиях формирования новых государств Центральной Азии и отсутствия средств реализацию иллюзорных проектов «переброски сибирских рек» с целью возрождения Аральского моря и перейти к действенным мерам по оказанию помощи населению Приаральского региона и сокращению нерационального использования воды. Принимал непосредственное участие в создании и был Председателем Исполнительного Комитета Международного Фонда Спасения Арала.
Удалось внести и утвердить концепцию малыми водными ресурсами в дельтах Амударьи и Сырдарьи создания локальных водоёмов, бурения скважин в высохшей части дна моря для получения солоноватой воды, высаживания соле и засухоустойчивых кустарников. Этими мерами удалось остановить солёные выносы, восстановить экологическое равновесие, сохранить флору и фауну и главное, улучшить условия для проживания населения, создав ресурсы для рыбной и охотноводческой деятельности, достаточной для жизнеобеспечения.

### Развитие Гидроэнергетики
С целью снижения потребления электроэнергии вырабатываемой на «сжигании» не возобновляемых ресурсов углеводородного сырья, активно продвигал идею и участвовал в строительстве двух крупных (Андижанской и Туямуюнской) и свыше 300 малых ГЭС.

### Освоение Нечерноземья
За десять лет с его участием в Новгородской Области, РСФСР были построены два совхоза, «Ташкентский» и «Дружба», где были возведены свыше десятка тысяч квадратных метров жилья, школ, детсадов, объектов культуры и дорог.

## Критика
Журналист-расследователь Иван Голунов в своей статье «Золотая молодежь в небе над Казанью» приводит слова бывшего сотрудника Рима Гиниятуллина — канадского эколога Роба Фергюсона, написавшего книгу «Дьявол и исчезающее море» («The Devil and the Disappearing Sea»): «Он не имеет никакого интереса в сохранении Аральского моря. Он хочет денег, чтобы держать своих детей в американских университетах».

## Семья
Отец — Габдула Гиниятуллин. Мать — Нуриева Бадигуль. Жена — Хабирова Танзиля, выпускница Ташкентского Института Народного Хозяйства, Среднеазиатского НИИ Экономики Сельского Хозяйства, имеет учёную степень кандидат экономических наук . Сын — Аксан Римович Гиниятуллин родился в 1977 году, выпускник ТИИИМСХ и Фордемского университета. Сын — Искандер Римович Гиниятуллин, выпускник ТИИИМСХ, Фордемского Университета и Школы глобального менеджмента Thunderbird при Университете штата Аризона (Thunderbird).

## Награды
- Орден «Мехнат шухрати» — («Трудовая слава»), 2003[26].
- Орден «Дустлик» — («Дружба»)[4].
- Орден Ленина[27][28].
- Орден Трудового Красного Знамени[4].
- Орден «Знак Почёта»[4].
- Заслуженный ирригатор Республики Узбекистан[4].
- Заслуженный ирригатор Республики Каракалпакстан[4].
- Медаль «Ал да нур сәс халҡыңа!» — («Неси людям солнца свет!») Всемирного Курултая Башкир, 2010 (Постановление № 2, Председателя исполнительного комитета международного союза общественных объединений «Всемирный курултай (конгресс) башкир» Азнабаева Р.Т, 11 февраля 2010).
- Медаль «Мустакиллик» — («Независимость»)[4].
- Орден «Дуслык» — («Дружба»), 2018[29].
- Нагрудный знак «Меҳнат фахрийси» I степени — («Ветеран труда»), 2021[30].
- Орден Салавата Юлаева, 18 мая 2022[31]
- Медаль «100 лет образования Татарской Автономной Советской Социалистической Республики», 2021 (Награда № 0850, Указ Президента Республики Татарстан, 11 июня 2021)[32].
- Почётная грамота Республики Узбекистан[4].
- Почётная грамота Правительственной комиссии по делам соотечественников за рубежом, 2008[33].
- Юбилейная Медаль «30 лет МФСА» (МФСА — Международный Фонд спасения Арала), 2023[34].
- Почётное звание «Заслуженный наставник молодёжи Республики Узбекистан», 2023[35].
- Медаль ордена «За заслуги перед Республикой Татарстан», 2023[35].